# 1918 au théâtre
| Années du théâtre : 1915 - 1916 - 1917 - 1918 - 1919 - 1920 - 1921    |
| Décennies du théâtre : 1880 - 1890 - 1900 - 1910 - 1920 - 1930 - 1940 |

Cet article présente les faits marquants de l'année 1918 au théâtre.

## Pièces de théâtre représentées
- 9 février : Deburau de Sacha Guitry, comédie en vers libres en quatre actes et un prologue, représentée pour la première fois sur la scène du Théâtre du Vaudeville avec Sacha Guitry et Yvonne Printemps

## Naissances
- 14 juillet : Ingmar Bergman, metteur en scène, scénariste et réalisateur suédois.

## Décès
- 5 mai : Georges Ohnet, également connu sous le pseudonyme de Georges Hénot, écrivain de romans populaires et de pièces de théâtre français.